# Costasiella kuroshimae
Espèce
Répartition géographique
Costasiella kuroshimae est une espèce de limaces de mer sacoglosses, un mollusque gastéropode opisthobranche marin sans coquille de la famille des Costasiellidae décrit par Ichikawa en 1993. Il est appelé trivialement « mouton de mer » en raison de son apparence générale, notamment de la forme que lui donnent les cérates positionnés sur son dos pouvant rappeler la laine du mouton. Le nom « kuroshimae » lui a été donné en raison du lieu de sa première observation : l’ile japonaise Kuro-shima.
Les individus de cette espèce ont la capacité d'intégrer les chloroplastes des algues dont ils se nourrissent et de les utiliser pour faire de la photosynthèse (voir kleptoplastie).

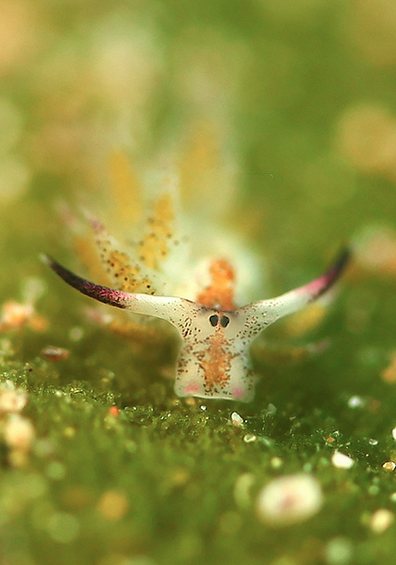
Costasiella kuroshimae photographié sur le site de plongée de Secret Bay Anilao, Batangas, Philippines

## Description
La taille de ces limaces de mer est généralement comprise entre 3 millimètres et 1 centimètre de long,. Des rhinophores digitiformes sont réparties de part et d’autre de la tête, de couleur blanche avec l’extrémité noire. Ses yeux sont caractéristiques du genre Costasiella, très proches l’un de l’autre et positionnés entre les rhinophores sur le haut de la tête,,. La tête est traversée longitudinalement par un motif de couleur brune la séparant visuellement en deux, et qui devient un trait plus large et plus foncé après les yeux, le tout sur un fond blanc. Il s’agit d’un motif de couleur particulier de cette espèce,. C. kuroshimae est l’une des espèces sacoglosses parmi les plus colorées. Sur le dos, juste après la tête, se situe le départ des cérates qui sont répartis en 7 rangées et recouvrent presque tout le corps de la limace,. Les cérates sont fusiformes et non aplatis. Ils sont verts en raison de la présence de chlorophylle en leur sein et possèdent une extrémité blanche. La partie verte des cérates présente des points iridescents. 

## Habitat et mode de vie
Cette espèce vit comme la majorité des membres de la famille des Costasiellidae dans les eaux tropicales et subtropicales du Pacifique Ouest, soit : les Philippines, l’Indonésie et les côtes japonaises,. On sait que C. kuroshimae passe la plus grande partie de sa vie sur l’algue Avrainvillea dont elle se nourrit et sur laquelle elle pond ses œufs à une profondeur n’excédant pas 10 mètres,. On sait également qu’elle est la proie de nombreuses espèces et qu’elle a la capacité d’autotomiser ses cérates, et de sécréter du mucus pour se défendre et leur échapper plus facilement. Cependant, à l’heure actuelle, peu d’informations sont disponibles sur son écologie et de nombreuses zones d’ombre subsistent quant à son mode de vie. Malgré le peu de données sur sa durée de vie en milieu naturel, on estime, d’après les connaissances actuelles sur les espèces similaires, que celle-ci devrait se situer aux alentours de 2 ans.

## Alimentation
C. kuroshimae a une alimentation exclusivement végétale et se nourrit principalement de l’algue Avrainvillea, mais consomme également occasionnellement les algues Rhipilia et Pseudochlorodesmis. Ses rhinophores sont des organes sensoriels capables de détecter des substances chimiques et lui permettent ainsi de localiser sa nourriture à l’aide de chimiorécepteurs spécifiques.
C. kuroshimae a la capacité d’extraire la chlorophylle des algues dont elle se nourrit. Cela implique une digestion retardée des plastes ingérés qui sont stockés à court terme dans ses cérates,. Les cérates de cette espèce présentent une surface large et translucide, des traits qui pourraient avoir été sélectionnés pour faciliter l’activité photosynthétique. Cette séquestration de chloroplaste est appelée kleptoplastie,,. D’après certaines études, elle pourrait procurer à la limace un apport énergétique supplémentaire et lui permettre de survivre une dizaine de jours sans apport alimentaire,. Les plastes seraient une réserve énergétique que la photosynthèse viendrait augmenter, les produits de celle-ci n’étant disponibles qu’après sa dégradation par vieillissement ou digestion,. D’autres études ont cependant avancé que la chlorophylle ne serait pas active chez C. kuroshimae et ne permettrait pas d’augmenter sa durée de vie en période de famine.
La kleptoplastie n’est pas spécifique de cette espèce mais est partagée par plusieurs autres de la famille Costasiellidae (notamment Costasiella ocellifere) et par des plakobranchoïdées, des foraminifères, des Ciliophora et des Dinoflagellata,.

## Reproduction
Cette espèce est hermaphrodite et sa fécondation se fait de façon interne. La ponte des œufs est massive et se fait en spirale dans un ruban déposé sur les algues,. Ces structures peuvent contenir jusqu’à 500 œufs. À leur éclosion, ceux-ci libèrent des larves véligères planctoniques qui, après une métamorphose, donnent des individus de forme adulte.

## Aquaculture
L’entretien de spécimens de Costasiella kuroshimae en aquarium est possible bien que cette espèce soit très rare. Il est préférable de l’entretenir sur l’algue Avrainvillea pour son alimentation. Cette espèce est très difficile quant aux espèces avec lesquelles elle peut cohabiter et ne doit surtout pas être en contact avec des prédateurs, au risque d’y laisser quelques cérates. Les paramètres conseillés sont une température de l’eau comprise entre 22 et 27 °C, un pH compris entre 8,1 et 8,4, une dureté de l’eau comprise entre 8 et 12 dkH et un niveau de nitrate inférieur à 20 ppm.

## Publication originale
- (en) Ichikawa, 1993 : Saccoglossa (Opisthobranchia) from the Ryukyu Islands. Publications of the Seto Marine Biological Laboratory, vol. 36,pp. 119-139 (texte intégral).